# Ocean Songs
Ocean Songs è il quarto album del gruppo australiano Dirty Three, pubblicato nel 1998.
Come si può intuire dal titolo e dai nomi delle canzoni, è un concept album interamente strumentale dedicato al paesaggio marino. L'atmosfera, poetica e meditativa, in alcune parti ricorda le composizioni di John Fahey.
L'album è stato prodotto e registrato da Steve Albini all'Electrical Audio Studios di Chicago.

## Tracce
1. Sirena – 4:06
2. The Restless Waves – 5:09
3. Distant Shore – 5:50
4. Authentic Celestial Music – 10:04
5. Backwards Voyager – 4:34
6. Last Horse on the Sand – 4:52
7. Sea Above, Sky Below – 6:04
8. Black Tide – 4:35
9. Deep Waters – 16:27
10. Ends of the Earth – 5:11

## Musicisti
David Grubbs suona il piano nelle tracce 4,5,7